# (1411) Brauna
(1411) Brauna est un astéroïde de la ceinture principale découvert le 8 janvier 1937 par l'astronome allemand Karl Wilhelm Reinmuth. Le lieu de découverte est Heidelberg (024). Sa désignation provisoire était 1937 AM.